# Eclipse solar de 21 de junho de 2020

Esquema animado mostrando as áreas atingidas pelo eclipse

O eclipse solar de 21 de junho de 2020 foi um eclipse anular visível na África, na Ásia e no sudeste da Europa. Foi o eclipse número 36 na série Saros 137 e tinha magnitude 0,994..